# کوروش‌ساکال
کوروش‌ساکال (به مجاری:  Körösszakál) یک منطقهٔ مسکونی در مجارستان است که در ناحیه برتیواوی‌فالو واقع شده‌است. کوروش‌ساکال ۱۵٫۰۲ کیلومتر مربع مساحت و ۸۳۳ نفر جمعیت دارد.